# Britne Oldford
Britne Oldford (Toronto, 23 de juliol de 1992) és una actriu canadenca. És coneguda per interpretar a Cadie Campbell a Skins, Alma Walker a American Horror Story: Asylum, Remy Beaumont a Ravenswood, Regan a Hunters i Fei Hargreeves a The Umbrella Academy.
Britne va créixer a Toronto, Ontario i va assistir a l'Earl Haig Secondary School com a part dels programes d'Arts Claude Watson com a Drama Major. El 2008, va interpretar a Lady Macbeth en una producció de Macbeth que va arribar a la producció final del Sears Drama Festival.

## Filmografia
| Any  | Títol                 | Personatge |
| ---- | --------------------- | ---------- |
| 2013 | Darkroom              | Jean       |
| 2013 | 36 Saints             | Eve        |
| 2014 | Loitering with Intent | Izzy       |
| 2014 | Happy Birthday!       | Lucia      |
| 2014 | Hunter&Game           | Hip Girl 1 |
| 2015 | How He Fell in Love   | Monica     |
| 2016 | AWOL                  | Haley      |
| 2019 | Bushwick Beats        | Harlow     |
| 2021 | Free Guy              | Missy      |

| Any       | Títol                         | Personatge                             | Notes                                                      |
| --------- | ----------------------------- | -------------------------------------- | ---------------------------------------------------------- |
| 2009      | The Latest Buzz               | Josie                                  | Episodi: "The Double Trouble Issue"                        |
| 2011      | Skins                         | Cadie Campbell                         | 10 episodis; 4 webisodis                                   |
| 2012      | Robot Chicken                 | Linka (voice) / Raisin Groupie (voice) | Episodi: "Hurtled from a Helicopter Into a Speeding Train" |
| 2012–2013 | American Horror Story: Asylum | Alma Walker                            | 6 episodis                                                 |
| 2013–2014 | Ravenswood                    | Remy Beaumont                          | Personatge principal; 10 episodis                          |
| 2014      | The Divide                    | Jenny Butler                           | 5 episodis                                                 |
| 2015–2019 | The Flash                     | Shawna Baez / Peek-a-Boo               | 4 episodis                                                 |
| 2015      | Mix                           | Remy                                   | ABC pilot                                                  |
| 2016      | Hunters                       | Regan                                  | Personatge principal                                       |
| 2017      | The Path                      | Noa                                    | 8 episodis                                                 |
| 2018-2019 | Blindspot                     | Claudia Murphy                         | 2 episodis, Temporada 4                                    |
| 2018      | Deception                     | Lexi Simone                            | Episodi: "Black Art"                                       |
| 2020      | Bull                          | Ronnie Vincent                         | Episodi: "Prison Break"                                    |
| 2022      | The Umbrella Academy          | Fei Hargreeves / Sparrow Number Three  | Personatge principal (Tercera temporada)                   |
| TBA       | Dead Ringers                  | Genevieve                              |                                                            |